# فيك أنسيلمو
فيك أنسيلمو (باللاتفية: Vic Anselmo)‏ هي مغنية مؤلفة لاتفية، ولدت في 21 مارس 1985 في ريغا في لاتفيا.

## وصلات خارجية
- الموقع الرسمي